# Mahmood (Sänger)

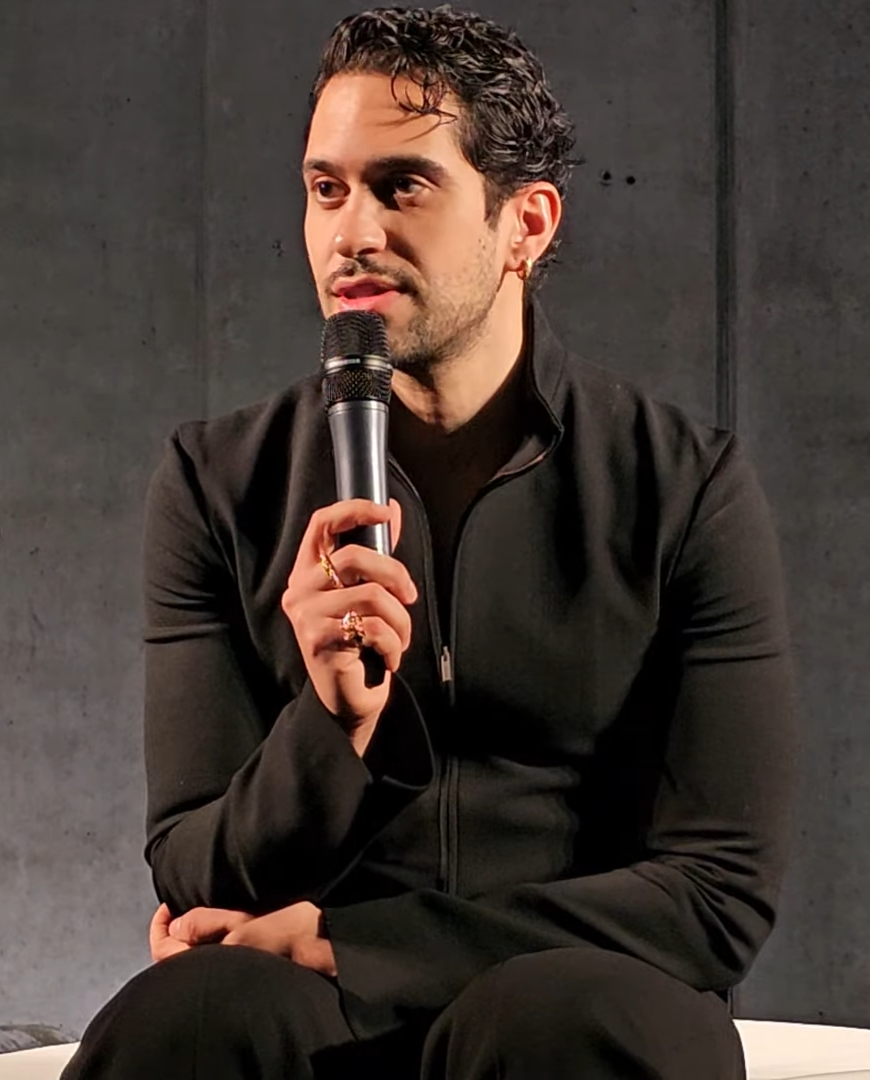
Mahmood (2024)

Mahmood (* 12. September 1992 in Mailand als Alessandro Mahmoud) ist ein italienischer Sänger. Er gewann das Sanremo-Festival 2019 und gemeinsam mit Blanco 2022.

## Werdegang
Mahmood ist der Sohn einer sardischen Mutter und eines ägyptischen Vaters. Er nahm 2012 an der Castingshow X Factor teil und arbeitete danach mit verschiedenen Musikproduzenten zusammen. Stilistisch bewegte er sich in Richtung Elektropop, angereichert mit R&B- und Soulelementen. 2015 war er einer der zwei Sieger der Vorentscheidung Area Sanremo, wodurch er in der Newcomer-Kategorie des Sanremo-Festivals 2016 ins Rennen gehen konnte. Dort erreichte er mit Dimentica den vierten Platz im Finale. 2017 arbeitete er mit Fabri Fibra am Lied Luna zusammen. 
Als Songwriter hatte er 2018 mit dem Sommerhit Nero Bali, gesungen von Elodie Di Patrizi, Michele Bravi und Guè Pequeno, seinen bis dahin größten Erfolg. Im selben Jahr nahm er mit Guè Pequeno das Lied Doppio Whisky auf. Unter dem Titel Gioventù bruciata erschien Mahmoods Debüt-EP bei Universal. Außerdem nahm er mit dem Titelsong an Sanremo Giovani teil, wo er sowohl den Preis der Journalisten als auch einen der Startplätze für das Sanremo-Festival 2019 gewinnen konnte. Beim Festival 2019 präsentierte er das Lied Soldi, am vierten Abend auch im Duett mit Guè Pequeno, und konnte aus dem Finale als Sieger hervorgehen, wodurch er das Recht erhielt, Italien beim Eurovision Song Contest 2019 zu vertreten. Kurz darauf gab Mahmood offiziell bekannt, dass er am ESC 2019 teilnehmen wird. Ende Februar erschien schließlich sein Debütalbum, eine erweiterte Version seiner ersten EP, und konnte ebenfalls Platz eins der Charts erreichen.
Nach einer Beteiligung an Charlie Charles’ nächstem Nummer-eins-Hit Calipso ging Mahmood schließlich beim ESC ins Rennen und erreichte mit Soldi den zweiten Platz. Seine folgenden Singles Barrio und Rapide blieben erfolgreich, auch mit Moonlight popolare in Zusammenarbeit mit dem Rapper Massimo Pericolo erreichte er 2020 die Top drei der Charts. Im Sommer 2020 arbeitete Mahmood mit Sfera Ebbasta und dem kolumbianischen Sänger Feid für den Sommerhit Dorado zusammen. Nach weiteren Singles erschien 2021 schließlich Mahmoods zweites Album Ghettolimpo, das nur knapp die Chartspitze verfehlte. 
Am Sanremo-Festival 2022 nahm Mahmood an der Seite von Blanco mit dem Lied Brividi teil. Das Duo konnte den Wettbewerb gewinnen und vertrat den Gastgeber Italien beim Eurovision Song Contest 2022 in Turin. Dort belegten sie im Finale den sechsten Platz. Brividi war in Italien das erfolgreichste Lied des Jahres. Nach diversen Gastbeiträgen veröffentlichte Mahmood Ende 2023 die neue Solosingle Cocktail d’amore. Beim Sanremo-Festival 2024 erreichte er mit Tuta gold den sechsten Platz. Das Lied war auf dem Album Nei letti degli altri enthalten und entwickelte sich zur erfolgreichsten Single des Jahres in Italien.

## Diskografie

### Alben
| Jahr | Titel Musiklabel                     | Höchstplatzierung, Gesamtwochen, AuszeichnungChartplatzierungen (Jahr, Titel, Musiklabel, Platzierungen, Wochen, Auszeichnungen, Anmerkungen) | Höchstplatzierung, Gesamtwochen, AuszeichnungChartplatzierungen (Jahr, Titel, Musiklabel, Platzierungen, Wochen, Auszeichnungen, Anmerkungen) | Anmerkungen                                                                                                 |
| Jahr | Titel Musiklabel                     | IT | CH | Anmerkungen                                                                                                 |
| ---- | ------------------------------------ | --- | --- | --- |
| 2019 | Gioventù bruciata Island Records     | IT1 Platin · (65 Wo.)IT | CH46 (1 Wo.)CH | Erstveröffentlichung EP: 21. September 2018 Erstveröffentlichung Album: 22. Februar 2019 Verkäufe: + 50.000 |
| 2021 | Ghettolimpo Island Records           | IT2 Platin · (53 Wo.)IT | CH24 (1 Wo.)CH | Erstveröffentlichung: 11. Juni 2021 Verkäufe: + 50.000                                                      |
| 2024 | Nei letti degli altri Island Records | IT1 ×2Doppelplatin · (65 Wo.)IT | CH27 (2 Wo.)CH | Erstveröffentlichung: 16. Februar 2024 Verkäufe: + 100.000                                                  |

### Singles
| Jahr | Titel Album                             | Höchstplatzierung, Gesamtwochen, AuszeichnungChartplatzierungen (Jahr, Titel, Album, Platzierungen, Wochen, Auszeichnungen, Anmerkungen) | Höchstplatzierung, Gesamtwochen, AuszeichnungChartplatzierungen (Jahr, Titel, Album, Platzierungen, Wochen, Auszeichnungen, Anmerkungen) | Höchstplatzierung, Gesamtwochen, AuszeichnungChartplatzierungen (Jahr, Titel, Album, Platzierungen, Wochen, Auszeichnungen, Anmerkungen) | Höchstplatzierung, Gesamtwochen, AuszeichnungChartplatzierungen (Jahr, Titel, Album, Platzierungen, Wochen, Auszeichnungen, Anmerkungen) | Höchstplatzierung, Gesamtwochen, AuszeichnungChartplatzierungen (Jahr, Titel, Album, Platzierungen, Wochen, Auszeichnungen, Anmerkungen) | Anmerkungen                                                                                             |
| Jahr | Titel Album                             | IT | DE | AT | CH | UK | Anmerkungen                                                                                             |
| --- | --------------------------------------- | --- | --- | --- | --- | --- | --- |
| 2018 | Uramaki Gioventù bruciata               | IT86 (3 Wo.)IT | — | — | — | — | Erstveröffentlichung: 27. April 2018                                                                    |
| 2018 | Gioventù bruciata                       | IT40 Gold · (3 Wo.)IT | — | — | — | — | Erstveröffentlichung: 30. November 2018 Verkäufe: + 35.000                                              |
| 2019 | Soldi Gioventù bruciata                 | IT1 ×4Vierfachplatin · (35 Wo.)IT | DE32 (3 Wo.)DE | AT12 (4 Wo.)AT | CH5 (33 Wo.)CH | UK73 (1 Wo.)UK | Erstveröffentlichung: 6. Februar 2019 Verkäufe: + 415.000 Beitrag zum Sanremo-Festival 2019             |
| 2019 | Barrio –                                | IT4 ×2Doppelplatin · (34 Wo.)IT | — | — | — | — | Erstveröffentlichung: 30. August 2019 Verkäufe: + 140.000                                               |
| 2020 | Rapide Ghettolimpo                      | IT5 ×2Doppelplatin · (26 Wo.)IT | — | — | — | — | Erstveröffentlichung: 16. Januar 2020 Verkäufe: + 140.000                                               |
| 2020 | Moonlight popolare –                    | IT3 Gold · (6 Wo.)IT | — | — | — | — | mit Massimo Pericolo Verkäufe: + 35.000                                                                 |
| 2020 | Dorado Ghettolimpo                      | IT10 ×2Doppelplatin · (23 Wo.)IT | — | — | — | — | Erstveröffentlichung: 10. Juli 2020 Verkäufe: + 140.000; feat. Sfera Ebbasta & Feid                     |
| 2021 | Inuyasha Ghettolimpo                    | IT21 Platin · (17 Wo.)IT | — | — | — | — | Erstveröffentlichung: 3. Februar 2021 Verkäufe: + 70.000                                                |
| 2021 | Zero Ghettolimpo                        | IT44 (1 Wo.)IT | — | — | — | — | Erstveröffentlichung: 21. April 2021                                                                    |
| 2021 | Klan Ghettolimpo                        | IT42 Gold · (12 Wo.)IT | — | — | — | — | Erstveröffentlichung: 14. Mai 2021 Verkäufe: + 35.000; mit DRD                                          |
| 2021 | Rubini Ghettolimpo                      | IT39 Platin · (20 Wo.)IT | — | — | — | — | Erstveröffentlichung: 27. August 2021 Verkäufe: + 100.000; mit Elisa                                    |
| 2022 | Brividi –                               | IT1 ×8Achtfachplatin · (62 Wo.)IT | DE— aDE | — | CH1 (14 Wo.)CH | — | Erstveröffentlichung: 2. Februar 2022 Verkäufe: + 800.000; mit Blanco Beitrag zum Sanremo-Festival 2022 |
| 2023 | Cocktail d’amore Nei letti degli altri  | IT32 Gold · (3 Wo.)IT | — | — | — | — | Erstveröffentlichung: 2. November 2023 Verkäufe: + 50.000                                               |
| 2024 | Tuta gold Nei letti degli altri         | IT1 ×5Fünffachplatin · (37 Wo.)IT | — | — | CH2 (10 Wo.)CH | — | Erstveröffentlichung: 7. Februar 2024 Verkäufe: + 500.000; Beitrag zum Sanremo-Festival 2024            |
| 2024 | Sempre / Jamais Nei letti degli altri   | IT85 (3 Wo.)IT | — | — | — | — | Erstveröffentlichung: 13. März 2024 feat. Angèle                                                        |
| 2024 | Ra Ta Ta Nei letti degli altri          | IT6 ×2Doppelplatin · (25 Wo.)IT | — | — | — | — | Erstveröffentlichung: 13. Juni 2024 Verkäufe: + 200.000                                                 |
| 2025 | Sottomarini Nei letti degli altri       | IT58 (3 Wo.)IT | — | — | — | — | Erstveröffentlichung: 20. Februar 2025                                                                  |
| Folgende Lieder erschienen nicht als Single, wurden aber durch das Album zum Download und Streaming bereitgestellt und konnten somit eine Platzierung erlangen: |                                         | | | | | | |
| |                                         | | | | | | |
| 2020 | Tardissimo Mr. Fini                     | IT15 Platin · (7 Wo.)IT | — | — | — | — | mit Guè Pequeno & Marracash Verkäufe: + 100.000                                                         |
| 2024 | Paradiso Nei letti degli altri          | IT50 (2 Wo.)IT | — | — | — | — | feat. Chiello & Tedua                                                                                   |
| 2024 | Neve sulle Jordan Nei letti degli altri | IT66 (2 Wo.)IT | — | — | — | — | feat. Capo Plaza                                                                                        |
| 2024 | Nei letti degli altri                   | IT89 (1 Wo.)IT | — | — | — | — | |
| 2024 | Personale Nei letti degli altri         | IT35 Platin · (12 Wo.)IT | — | — | — | — | feat. Geolier Verkäufe: + 100.000                                                                       |

Weitere Singles
- 2013: Fallin’ Rain (als Mahmoud)
- 2016: Dimentica
- 2017: Pesos
- 2018: Milano Good Vibes
- 2018: Asia occidente

### Gastbeiträge
| Jahr | Titel Album                       | Höchstplatzierung, Gesamtwochen, AuszeichnungChartplatzierungen (Jahr, Titel, Album, Platzierungen, Wochen, Auszeichnungen, Anmerkungen) | Höchstplatzierung, Gesamtwochen, AuszeichnungChartplatzierungen (Jahr, Titel, Album, Platzierungen, Wochen, Auszeichnungen, Anmerkungen) | Höchstplatzierung, Gesamtwochen, AuszeichnungChartplatzierungen (Jahr, Titel, Album, Platzierungen, Wochen, Auszeichnungen, Anmerkungen) | Höchstplatzierung, Gesamtwochen, AuszeichnungChartplatzierungen (Jahr, Titel, Album, Platzierungen, Wochen, Auszeichnungen, Anmerkungen) | Höchstplatzierung, Gesamtwochen, AuszeichnungChartplatzierungen (Jahr, Titel, Album, Platzierungen, Wochen, Auszeichnungen, Anmerkungen) | Anmerkungen |
| Jahr | Titel Album                       | IT | DE | AT | CH | UK | Anmerkungen |
| --- | --------------------------------- | --- | --- | --- | --- | --- | --- |
| 2019 | Calipso –                         | IT1 ×4Vierfachplatin · (32 Wo.)IT | — | — | — | — | Erstveröffentlichung: 26. April 2019 Verkäufe: + 200.000; Charlie Charles & Dardust feat. Sfera Ebbasta, Mahmood & Fabri Fibra |
| Folgende Lieder erschienen nicht als Single, wurden aber durch das Album zum Download und Streaming bereitgestellt und konnten somit eine Platzierung erlangen: |                                   | | | | | | |
| |                                   | | | | | | |
| 2018 | Doppio Whisky Sinatra             | IT91 (1 Wo.)IT | — | — | — | — | Guè Pequeno feat. Mahmood |
| 2019 | Karate Scatola Nera               | IT8 Gold · (5 Wo.)IT | — | — | — | — | Gemitaiz & MadMan feat. Mahmood Verkäufe: + 35.000                                                                             |
| 2019 | Non sono Marra (La pelle) Persona | IT11 Platin · (7 Wo.)IT | — | — | — | — | Marracash feat. Mahmood Verkäufe: + 70.000                                                                                     |
| 2019 | 8rosk1 23 6451                    | IT23 Gold · (3 Wo.)IT | — | — | — | — | Tha Supreme feat. Mahmood Verkäufe: + 35.000                                                                                   |
| 2022 | Giorno del giudizio Salvatore     | IT23 (2 Wo.)IT | — | — | — | — | Paky feat. Luchè & Mahmood |
| 2022 | Addio Botox                       | IT33 (2 Wo.)IT | — | — | — | — | Night Skinny feat. Ernia, Gazzelle, Mahmood & Rkomi                                                                            |
| 2023 | Lontano Dai Guai Madreperla       | IT21 (2 Wo.)IT | — | — | — | — | Guè feat. Mahmood |
| 2023 | Proibito 10                       | IT43 (1 Wo.)IT | — | — | — | — | Drillionaire feat. Taxi B, Mahmood & Fabri Fibra                                                                               |
| 2024 | No drama Ferite                   | IT32 (2 Wo.)IT | — | — | — | — | Capo Plaza feat. Mahmood |

Weitere Gastbeiträge
- 2017: Luna (Fabri Fibra feat. Mahmood)

## Auszeichnungen für Musikverkäufe
| Goldene Schallplatte - Frankreich - 2020: für die Single Soldi - Griechenland - 2021: für die Single Soldi - Polen - 2021: für die Single Soldi | 2× Platin-Schallplatte - Spanien - 2019: für die Single Soldi |

Anmerkung: Auszeichnungen in Ländern aus den Charttabellen bzw. Chartboxen sind in ebendiesen zu finden.
| Land/RegionAuszeichnungen für Musikverkäufe (Land/Region, Auszeichnungen, Verkäufe, Quellen) | Gold     | Platin       | Verkäufe  | Quellen             |
| -------------------------------------------------------------------------------------------- | -------- | ------------ | --------- | ------------------- |
| Frankreich (SNEP)                                                                            | Gold1    | —            | 100.000   | snepmusique.com     |
| Griechenland (IFPI)                                                                          | Gold1    | —            | 10.000    | Einzelnachweise     |
| Italien (FIMI)                                                                               | 6× Gold6 | 38× Platin38 | 3.160.000 | fimi.it             |
| Polen (ZPAV)                                                                                 | Gold1    | —            | 25.000    | olis.pl             |
| Spanien (Promusicae)                                                                         | —        | 2× Platin2   | 80.000    | elportaldemusica.es |
| Insgesamt                                                                                    | 9× Gold9 | 40× Platin40 |           |                     |